# 花蓮小檗
花蓮小檗，為小檗屬的多年生常綠灌木，是台灣原生特有種植物。本種之種小名為紀念美國華盛頓大學芭芭拉夏爾博士(Barbara A. Schaal)對全球生物多樣性研究之貢獻。

## 分布
生長於中央山脈東側，又特別集中在花蓮地區、清水大山山區，屬於瓦氏組小檗之區域內廣泛分佈種，常見於棲地內之闊葉林下。生長海拔介於1000至2500公尺之間。

## 生長型態
為多年生常綠灌木，多半生長在透光性較差之闊葉林下。株高約1公尺，莖上有三出小刺。葉脈複雜類，具有明顯發育強烈的網狀脈，葉上表皮油亮，具蠟質反光。葉片3~5片叢生，狹倒卵形或倒披針型，葉緣具密刺齒緣(31-64跟刺齒)，齒距0.5~2mm，在台灣屬少見形式。黃色長橢形花，3-6朵叢生於葉腋，為花梗長的疏叢生花序；花瓣呈橢圓狀，第一輪花萼片倒卵形或卵橢圓形；胚珠約4-9顆。紅色橢圓形漿果，大約1公分長，果的存宿柱頭不明顯。

## 外部連結
- 維基物種上的相關：小檗属